# Bostrychia bocagei
Bostrychia bocagei е вид птица от семейство Ибисови (Threskiornithidae). Видът е критично застрашен от изчезване.

## Разпространение
Видът е разпространен в Сао Томе и Принсипи.